# (2524) Budovicium
(2524) Budovicium ist ein Asteroid des Hauptgürtels, der am 28. August 1981 von der tschechischen Astronomin Zdeňka Vávrová am Kleť-Observatorium (Sternwarten-Code 046) nahe der Stadt Český Krumlov in Südböhmen entdeckt wurde.
Der Asteroid wurde Budovicium benannt nach der lateinischen Bezeichnung der Stadt Budweis, die weltweit wegen des Budweiser Bieres bekannt ist.
(2524) Budovicium gehört zur Themis-Familie, einer Gruppe von Asteroiden, die nach (24) Themis benannt wurde.